# Maechidius milneanus
Maechidius milneanus är en skalbaggsart som beskrevs av Heller 1914. Maechidius milneanus ingår i släktet Maechidius och familjen Melolonthidae. Inga underarter finns listade i Catalogue of Life.